# Marcel Mérignargues
Pour les articles homonymes, voir Mérignargues.
Marcel Mérignargues est un sculpteur français né à Nîmes le 17 mars 1884 et mort dans cette même ville le 14 septembre 1965.

## Biographie

### Formation
Marcel Honoré Gabriel Mérignargues est le fils d’Elisabeth Servent (née en 1852) et du sculpteur Léopold Mérignargues. Il est issu d'une longue lignée de tailleurs de pierre. Après avoir échoué au baccalauréat, mais soutenu par son père, Marcel Mérignargues entame des études d’arts plastiques. Il suit l’enseignement de l'École des Beaux-Arts de Nîmes sous la direction d’Alexis Marie Lahaye (1850-1941) et de son propre père Léopold Mérignargues. Marcel Mérignargues se distingue en obtenant le premier prix de modelage pour une étude d’après nature pour l’année scolaire 1895-1896.
En 1904, il obtient une bourse d’un montant de 400 francs, octroyée par le ministère de l’Instruction publique, des Beaux-Arts et des Cultes, qui lui permet de s’installer à Paris. En 1906, il expose au Salon des artistes français. Le 25 février 1908, il est admis à l’École nationale supérieure des beaux-arts. Il y suit une scolarité brillante et remporte plusieurs prix, dont le prix Bridan en 1909, Lemaire en 1912, Sauzet et Chenavard en 1913. Marcel Mérignargues est nommé sculpteur le 29 juin 1911. Par ailleurs, et même s’il n’exercera jamais cette profession, Marcel Mérignargues a aussi obtenu le diplôme de professeur des Lycées et Collèges en 1908.
Alors qu’il présente une œuvre sculptée La Mort de Léandre au concours du grand prix de Rome de 1915, ce dernier est ajourné puis annulé en juillet 1916.

### Vie privée
Marcel Mérignargues est cousin des marbriers sculpteurs Jean et David Mérignargues.
Il épouse Jeanne Valentine Fabre (1886-1968), originaire comme lui du Gard. La beauté de cette dernière lui servira de modèles pour nombre de pièces. Native de Ners (Gard), Jeanne Fabre est issue d’une famille de juristes, médecins, pasteurs et ingénieurs. Elle obtient à Paris en 1909 le diplôme de chirurgien-dentiste, un des premiers diplômes alors attribués à une femme.
Marcel Mérignargues est mobilisé en 1917 et fait la Première Guerre mondiale dans le 26e erégiment de chasseurs à pied puis dans le 52e régiment d’artillerie de campagne. Évacué sur Bordeaux pour cause de très grand épuisement, il sera dégagé de ses obligations militaire en avril 1919.

### Carrière
Après la Première Guerre mondiale, Marcel Mérignargues est engagé pour 9 ans comme dessinateur portraitiste au musée Grévin à Paris. Dans le même temps, il se passionne pour l’école de danse harmonique d’inspiration grecque d’Irène Popard. Enthousiasmé par ses chorégraphies, son inspiration artistique sera dès lors influencée par l’œuvre de cette dernière. Irène Popard est à l'origine d'une pédagogie prônant la liberté du corps dans l’apprentissage de la danse, et met en scène la liberté des mouvements au sein de grandes compositions décoratives. Souvent, une iconographie mythologique met en avant le goût du sculpteur pour la littérature antique et les formes classiques.
Marcel Mérignargues réalise les monuments aux morts de sept communes du département du Gard à Alès, Caveirac, Saint-Laurent d’Aigouze, Aimargues, Bellegarde, Caissargues et Poulx,.
Il poursuit sa carrière parisienne et se démarque en gagnant des récompenses prestigieuses. Il expose aussi régulièrement au Salon des artistes français et au Salon d'hiver des bustes et des bas-reliefs. Dans les années 1930, il devient membre du jury du Salon est membre du comité de la Société des artistes français dans la section sculpture.
Il participe à des expositions-ventes à travers le monde, à New York, Tokyo, Amsterdam, Los Angeles et Paris.
La Seconde Guerre mondiale va marquer un coup d’arrêt brutal dans sa carrière. Il revient s’installer à Nîmes pour notamment permettre à ses deux fils, Marco et Gabriel Mérignargues, de continuer leurs études au lycée. Durant la débâcle, sa femme est accidentée et devra revenir sur Paris pour se faire soigner. La nouvelle municipalité sous le gouvernement de Vichy (1940-1944) annule certains de ses projets de sculpture et refuse de le nommer à la tête de l’École des beaux-arts de Nîmes. 
Marcel Mérignargues se consacre alors à son atelier et à des œuvres personnelles. Après guerre, il donne des cours particuliers à quelques élèves et participe encore régulièrement au Salon des artistes français.
À partir de 1956, il se retire avec sa femme à Nîmes dans la maison-atelier sise au 10, rue de la Lampèze. Marcel Mérignagrgues meurt le 14 septembre 1965.

## Œuvres
- Roubaix, La Piscine : Ève et le serpent, 1936, groupe en plâtre[6].
- Roubaix La Piscine  Danseuses 1937 groupe en plâtre
- Frise en bas-relief pour la façade du pavillon du Languedoc-Méditerranéen à l'occasion de l'Exposition universelle de 1937 à Paris[réf. nécessaire].

## Expositions
- Exposition « Marcel Mérignargues. Œuvres graphiques », Nîmes, du 27 juin au 28 octobre 2007[7].
- Exposition « Marcel Mérignargues. Œuvres graphiques », Mont-de-Marsan, musée Despiau-Wlérick, du 21 mai au 18 septembre 2016[8].